# Нобелов комитет за хемију
Нобелов комитет за хемију је Нобелов комитет одговоран за предлагање лауреата за Нобелову награду за хемију. Нобелов комитет за хемију именује Краљевска шведска академија наука. Обично се састоји од шведских професора хемије који су чланови Академије, иако Академија у принципу може именовати било кога у Комитет.
Комитет је радно тело без овлашћења да одлучује, а коначну одлуку о додели Нобелове награде за хемију доноси цела Шведска Краљевска академија наука, након прве расправе на Академијином одељку за хемију.

## Тренутни чланови
Тренутни чланови Комитета су: 
- Јохан Аквист, председник
- Петар Бжежински, такође секретар
- Клаес Густафсон
- Хеинер Линке
- Олоф Рамстром
- Петер Сомфаи
- Пернила Витунг Штафшеде (члан сарадник)
- Ксиаодонг Зоу (члан сарадник)

## Секретар
Секретар учествује на седницама Комисије, али не може гласати осим ако секретар није и члан Комисије. До 1973. Нобелови комитети за физику и хемију имали су заједничког секретара.